# Euphorbia abramsiana
Euphorbia abramsiana es una especie fanerógama perteneciente a la familia de las euforbiáceas. Es originaria de los estados Unidos donde se distribuye desde California hasta Nuevo México.

## Taxonomía
Euphorbia abramsiana fue descrita por Louis Cutter Wheeler y publicado en Bulletin of the Southern California Academy of Sciences 33(2): 109–110. 1934.
Etimología
Ver: Euphorbia Etimología
abramsiana: epíteto otorgado en honor de su recolector, el botánico estadounidense LeRoy Abrams (1873 - 1956).
Sinonimia
- Chamaesyce abramsiana (L.C.Wheeler) Koutnik
- Euphorbia pediculifera var. abramsiana (L.C.Wheeler) Ewan[4]